# الهاشمیه، عراق
الهاشمیه (به لاتین: Al Hashimiyah) یک شهرک در عراق است که در شهرستان هاشمیه واقع شده‌است.
 الهاشمیه  ۳۷٬۳۰۰ نفر جمعیت دارد.